# Shenze
Shenze (chinesisch 深泽县, Pinyin Shēnzé Xiàn) ist ein chinesischer Kreis der bezirksfreien Stadt Shijiazhuang der Provinz Hebei. Er hat eine Fläche von 297,7 km² und zählt 250.264 Einwohner (Stand: Zensus 2010). Sein Hauptort ist die Großgemeinde Shenze (深泽镇).